# McCormick Observatory

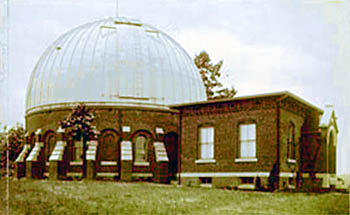
McCormick Observatory w 1890 roku

McCormick Observatory – obserwatorium astronomiczne, zlokalizowane w Charlottesville w Stanach Zjednoczonych.
Obserwatorium jest zarządzane przez Wydział Astronomii University of Virginia. Znajduje się na szczycie góry Mount Jefferson.
Historia obserwatorium sięga 1870 roku, kiedy pochodzący z Wirginii Leander McCormick, współwłaściciel McCormick Harvesting Machine Company postanowił sfinansować budowę największego teleskopu na świecie i podarować go instytucji edukacyjnej ze swojego rodzinnego
stanu. Jednak straty finansowe spowodowane wojną secesyjną oraz wielkiego pożaru, który w październiku 1871 w Chicago zniszczył znaczną część jego fabryk, spowodowały ograniczenie pierwotnych planów.
W 1877 roku McCormick zdecydował się na ufundowanie 26-calowego teleskopu dla University of Virginia. Był to wówczas największy teleskop w USA i drugi, co do wielkości na świecie. Został on oddany do użytku w 1885 roku i nazwany imieniem fundatora. Teleskop był podstawowym narzędziem badawczym do lat 60. oraz używany w celach astrometrycznych do 1990 roku. Od tego czasu wykorzystywany jest głównie do celów edukacyjnych, zaś programy badawcze realizowane są w Fan Mountain Observatory (na południe od Charlottesville) i innych nowszych obserwatoriach.

## Dyrektorzy obserwatorium
- Ormond Stone – 1882-1912
- Samuel Mitchell – 1913-1945
- Harold Alden – 1945-1960
- Laurence Fredrick – 1962-1979